# Cerastium malyi
Cerastium malyi là loài thực vật có hoa thuộc họ Cẩm chướng. Loài này được (T.Georgiev) Niketic mô tả khoa học đầu tiên năm 1995.